# Chalga
A Chalga egy keleteurópai népzenei ihletettségű zenét játszó magyar zenekar, amely 2003-ban alakult. A zenekar neve utalás a csalga bolgár zenei stílusra, amely szabadon bánik a népzenei elemekkel. Stílusilag illeszkedik a színes magyar folkzenei hagyományokba (Kolinda, Makám), de az idők során a népzenei feldolgozások és a elemek helyét átvették a saját szerzemények. A zenekar egyik sajátossága a páratlan ritmusképletek használata, sokszor popzenei kontextusban.

## Történet
A zenekar egy baráti társaságból alakult ki, ebben a formában működött 2005-ig. 2006-ban jelentős tagcserék után NKA támogatással megjelent Sabir című lemezük, majd 2010-ben az Erdő, erdő című második anyag. 2012-ben a zenekar felfüggesztette a működését, de 2018-tól megújulva ismét aktívvá vált. Jelenlegi tagjai a magyar világ-, folk- és jazz-zenei szcéna ismert zenészei, olyan zenekarokból, mint a Makám, Vodku, Santa Diver, valamint az együttes szólistája, Fekete Bori a Fölszállott a páva című népzenei tehetségkutató középdöntőse.
A zenekar játszott szinte minden stílusba vágó fesztiválon, valamint a Duna TV 2011-ben készített velük egy egy órás műsort az Etnoklub sorozat keretében. A zenekar újra-aktiválása alkalmából 2018-ban felvett egy hat számos EP-t, ... három, négy, öt címmel, amelyhez fél órás videóanyag is készült. 2022-ben szerepeltek az M2 Petőfi Akusztik műsorában is.
Ezért van az címmel 2022-ben a zenekar újabb lemezzel jelentkezett, amely áprilisban a 21. helyig jutott a World Music Charts Europe-on.

## Tagok
Jelenlegi tagjai:
- Fekete Bori
- Horváth Móni
- Kuczera Barbara
- Szegő Dávid
- Takács Szabolcs
- Zagyva Tamás

Korábbi tagjai:
- Tiszavári Ágnes, Hornai Zóra, Korzenszky Klára, Hornai Anita, Bagdi Bella
- Kollman Gábor, Quitt László, Varga Bori, Weisz Gábor
- Boros Attila, Bornemissza Ádám, Csobot Miklós
- Kedves Róbert
- Bencze Sándor Qpa, Deák Tamás, Szegedi Csaba, Zagyva László

## Diszkográfia
- Sabir (2006), CD[1][7]
- Erdő, erdő (2010), CD[2]
- ... három, négy, öt (2018), EP, digitális formában[4]
- Ezért van az, CD (2022)[8]

## Külső hivatkozások
- https://www.facebook.com/chalgaband
- http://chalga.hu/
- YouTube csatorna